# Deidre Catt
Deidre Catt (4 luglio 1940) è un'ex tennista britannica.

## Carriera
Ha vinto due titoli nel Surrey Grass Court Championships, il primo nel 1961 superando Yola Ramirez in semifinale e poi Edda Buding in finale ed il secondo nel 1963 sconfiggendo Darlene Hard nell'incontro decisivo.
Nei tornei del Grande Slam vanta una semifinale durante gli U.S. National Championships 1963 dove si è arresa a Margaret Smith Court, nel doppio femminile ha raggiunto la finale degli U.S. National Championships 1960 in coppia con la connazionale Ann Haydon ma sono state sconfitte da Maria Bueno e Darlene Hard. Vanta inoltre tre quarti di finale al Roland Garros e uno sull'erba di Wimbledon, con tre diverse partner.
Ha rappresentato la Gran Bretagna in Wightman Cup tra il 1961 e il 1964 mentre ha fatto parte della squadra britannica di Fed Cup dalla prima edizione del 1963 al 1965.

## Finali del Grande Slam

### Doppio

#### Finali perse (1)
| Anno | Torneo                       | Compagna   | Avversarie in finale     | Punteggio |
| 1960 | U.S. Championships, New York | Ann Haydon | Maria Bueno Darlene Hard | 1–6, 1–6  |